# Phil Coulson
Phillip J. "Phil" Coulson è un personaggio interpretato da Clark Gregg nel media franchise del Marvel Cinematic Universe (MCU). Compare per la prima volta nel film Iron Man (2008) ad opera di Mark Fergus, Hawk Ostby, Art Marcum e Matt Holloway. La sua prima apparizione nel mondo dei fumetti avviene in Battle Scars (vol. 1) n. 1 (gennaio 2012), creato da Cullen Bunn, Matt Fraction, Christopher Yost (testi) e Scott Eaton (disegni) pubblicato dalla Marvel Comics.
Agente dello S.H.I.E.L.D. creato appositamente per il Marvel Cinematic Universe al fine di rappresentare la presenza dell'organizzazione spionistica all'interno dello stesso, Coulson, definito da Clark Gregg come "l'Agente dello S.H.I.E.L.D.", ha riscosso una tale popolarità da divenire il personaggio più ricorrente del franchise, indicato come "il volto più riconoscibile dell'universo dei film Marvel" e tuttavia dipinto come un uomo di tutti i giorni in un universo pieno di supereroi nonché la "colla" che tiene insieme i vari personaggi; a causa di tutto ciò è stato successivamente introdotto nell'Universo Marvel divenendo il primo personaggio della Marvel originario dell'universo cinematografico ad ottenere una trasposizione nei fumetti.

## Storia editoriale
Introdotto nel film Iron Man, come personaggio secondario, gli sceneggiatori hanno successivamente deciso di espandere il suo ruolo facendolo comparire anche nel sequel del 2010 Iron Man 2 e in Thor, del 2011 rendendolo nel frattempo protagonista dei primi Marvel One-Shots, in cui viene messo per la prima volta sotto "le luci della ribalta" dimostrando di saper prendere in mano la situazione con efficienza qualora, in prossimità di un pericolo, non siano presenti supereroi; sviluppo del personaggio che i produttori hanno descritto come "naturale" e al cui riguardo Gregg ha dichiarato: «Penso che l'agente Coulson, dopo tutti questi anni, sia un uomo con una vita piena. Penso che ogni giorno sia da qualche parte a fare qualcosa per lo S.H.I.E.L.D., e tuttora non so sempre cosa sia... c'è sempre una sfacettatura diversa. In questa mostra di più la sua natura spiritosa, e in questa è più un duro». Oltre che un personaggio di supporto, Coulson è un elemento di coesione a beneficio dei supereroi, a prescindere dalle schermaglie con alcuni di essi, in particolare Stark che spesso lo tratta da G-Man. Gregg, ha dichiarato in un'intervista di considerare Coulson «Semplicemente un tizio che si lamenta del suo lavoro. [...] È uno che ha un compito - un tipo molto disciplinato, a mio parere conosce dei segreti che farebbero venire i capelli bianchi - ma allo stesso tempo ha il compito di gestire queste "dive" superumane, sapete? "Oh, davvero, Asgard? Amico, sali in macchina e basta"». Dopo la sua apparente morte nel film del 2012 The Avengers, Coulson viene riportato in vita divenendo il protagonista della serie televisiva Agents of S.H.I.E.L.D., trasmessa dal 2013 dalla ABC.
Visto il successo riscosso dal personaggio, viene poi introdotto nella continuity a fumetti, inizialmente con il solo nome di "Cheese" per poi rivelare di chiamarsi Phil Coulson in Battle Scars n. 6, del giugno 2012 e divenire una presenza ricorrente nella serie del 2013 Secret Avengers di Nick Spencer e Luke Ross comparendo anche in Thor: God of Thunder (vol. 1) n. 19 (aprile 2014) e in Deadpool (vol. 3) n. 21-24 (febbraio-aprile 2014), prima di divenire protagonista del terzo volume di S.H.I.E.L.D., testata ad opera di Mark Waid, Carlos Pacheco, Alan Davis e Chris Sprouse, fortemente ispirata alla serie TV e successivamente ribattezzata, per l'appunto, Agents of S.H.I.E.L.D..

## Marvel Cinematic Universe

### Cinema
Phil Coulson, interpretato da Clark Gregg, è stato originariamente concepito per il franchise del Marvel Cinematic Universe, dove è uno dei personaggi più ricorrenti e riconoscibili.
- In Iron Man (2008)[19] l'agente Coulson tenta di contattare Tony Stark dopo la sua rocambolesca fuga dall'Afghanistan e di arrestare Obadiah Stane assieme a una task force dello S.H.I.E.L.D., inoltre fornisce una storia di copertura in modo da proteggere la doppia identità di Stark, che però, nel mezzo di una conferenza stampa la rivela pubblicamente.
- In Iron Man 2 (2010)[20] Coulson viene incaricato da Fury di supervisionare gli arresti domiciliari di Stark e, in seguito, lo riassegna per una missione in Nuovo Messico.
- Nel "Marvel One-Shots" Scena comica nel raggiungere il martello di Thor (2011)[7] l'agente Coulson si ferma a fare benzina lungo la strada per Albuquerque sventando una rapina in una stazione di servizio.
- In Thor (2011)[21] Phil Coulson e un manipolo di agenti S.H.I.E.L.D. erigono un perimetro interdetto al pubblico nella zona dove precipita Mjolnir e, successivamente, assistono alla battaglia tra Thor e il Distruttore.
- Nel "Marvel One-Shots" Il consulente (2011)[7] viene mostrato come gli agenti Coulson e Sitwell abbiano incaricato Stark di infastidire il generale Ross e farlo desistere dall'inserire Abominio negli Avengers.
- In The Avengers (2012)[22] per far fronte all'avanzata di Loki alla testa delle milizie dei Chitauri, lo S.H.I.E.L.D. recluta Tony Stark, il capitano Steve Rogers, Thor e il dottor Bruce Banner, affiancandoli agli agenti Barton e Romanoff dando vita agli Avengers, durante la battaglia sull'Helicarrier, Coulson viene trafitto da Loki e dato per morto, cosa che crea coesione tra gli eroi dando loro la giusta motivazione per combattere il nemico.
- In Captain Marvel (2019), ambientato nel 1995, molto tempo prima della sua dipartita per mano di Loki e della sua resurrezione da parte dello S.H.I.E.L.D., Coulson aiuta Fury e Carol Danvers a contrastare la minaccia degli Skrull. In seguito, fonda insieme a Fury il progetto Vendicatori.

### Serie televisive

#### Agents of S.H.I.E.L.D.
La serie televisiva Agents of S.H.I.E.L.D., trasmessa dal 2013 dalla ABC e ambientata nel Marvel Cinematic Universe, è incentrata sulle missioni della squadra formata per investigare e affrontare minacce di origine soprannaturale da Phil Coulson, riportato in vita grazie a misteriose operazioni ordinate da Fury tramite l'iniezione di enzimi Kree. Dopo la distruzione dello S.H.I.E.L.D., avvenuta in Captain America: The Winter Soldier, Coulson riceve da Fury il compito di ricostruirlo venendo nominato nuovo direttore. Dopo aver perso la mano sinistra nel corso di una missione gli viene impiantata una protesi dotata di vari gadget all'avanguardia. Muore nell'ultimo episodio della 5ª stagione.

#### Altre
- Nella prima puntata della serie televisiva Loki appare brevemente su ologramma quando Mobius costringe Loki ad affrontare le sue azioni, facendogli rivedere la sua uccisione.
- Nella terza puntata della serie animata What If...?, ambientata in un 2010 alternativo, Coulson assiste Nick Fury nelle indagini sul misterioso killer che sta uccidendo i candidati per il progetto Avengers.

## Marvel Comics

### Biografia del personaggio

#### Primi anni

Phil Coulson (a destra) assieme alla sua squadra, disegni di Julian Totino Tedesco

Nato a Cleveland, Ohio, da Robert e Julie Coulson, Phil sviluppa fin da bambino un interesse quasi maniacale per supereroi e supercriminali di ogni genere, tanto da organizzare la propria mente come un vero e proprio "database" ove raccoglie per tutta la vita informazioni inerenti ad ogni singolo superumano del pianeta (spesso anche deducendo la loro identità segreta) arrivando a conoscere i suddetti e i loro poteri meglio di quanto non li conoscano loro stessi.
Da ragazzo, Coulson si arruola nello esercito degli Stati Uniti come ranger venendo mandato a servire il suo paese in Medio Oriente, dove i commilitoni lo soprannominano "Cheese" per via del suo buon umore e del suo sorriso facile, distinguendosi inoltre per meriti di servizio che lo portano a divenire il secondo in comando del sergente Marcus Johnson, con cui stringe una profonda amicizia. Durante il periodo della paura i due vengono mandati in missione in Afghanistan sopravvivendo ad una battaglia che uccide 25 soldati ferendone gravemente 48, tre giorni dopo, profondamente segnato da tutto ciò, Coulson si dimette assieme all'amico facendo dunque ritorno in patria.

#### S.H.I.E.L.D.
Poco dopo aver partecipato al funerale di sua madre, Marcus viene assalito da una serie di mercenari, tra cui Taskmaster, Deadpool e la Società dei Serpenti, per via di una taglia messa sulla sua testa da Orion, l'ultimo membro vivente di Leviathan, nella speranza di impossessarsi dell'Infinity Formula che questi ha nel suo DNA in quanto figlio segreto di Nick Fury, Coulson corre immediatamente in suo soccorso liberandolo e uccidendo personalmente Orion, motivo per il quale Daisy Johnson, direttrice in carica dello S.H.I.E.L.D., recluta sia Coulson che l'amico, ribattezzatosi Nick Fury Jr., all'interno dell'organizzazione spionistica.
Dopo aver accompagnato Fury Jr. e Maria Hill in missione contro un viaggiatore temporale, grazie alle sue peculiari conoscenze nel campo dei superumani, Coulson viene incaricato di formare i Vendicatori Segreti dello S.H.I.E.L.D. avendo così l'opportunità di collaborare con numerosi supereroi divenendo estremamente stimato e benvoluto all'interno della loro cerchia, tanto da venire nominato, a pochi anni dal suo ingresso nell'agenzia, Direttore Supremo delle Operazioni Speciali S.H.I.E.L.D., una sezione speciale che si occupa appunto di investigare e, qualora necessario, neutralizzare minacce di origine superumana o soprannaturale.

#### La morte
Dopo essere stato ucciso da Deadpool durante gli eventi di Secret Empire per conto di Steve Rogers, Coulson fa un patto con Mefisto per tornare in vita come coordinatore dello Squadrone Supremo d'America nella saga Heroes Reborn riscrivendo la realtà grazie al Cubo Cosmico. Una volta ripristinata la realtà, diviene l'araldo della Morte contribuendo a far visita agli eroi morenti in diverse storie.

### Poteri e abilità
Coulson è un grande esperto di combattimento corpo a corpo, capace di affrontare entro una certa misura anche avversari superumani. Ottimo leader ed abile stratega specializzato in tattica militare, ha servito in Medio Oriente distinguendosi per vari meriti oltre a riportare l'addestramento da Ranger, Berretto Verde ed esperto di esplosivi. Oltre a una tale propensione naturale per lo spionaggio da venire reclutato dallo S.H.I.E.L.D. senza passare dall'accademia, possiede una straordinaria intelligenza analitica e coordinativa, che lo rende capace di immaginare le molteplici variabili di ogni situazione escogitando in pochi istanti il miglior piano da eseguire, e vanta una tale conoscenza degli individui dotati di superpoteri da aver perfino trovato un modo in cui «Quicksilver potrebbe uccidere Hulk, se volesse».
Esperto nell'uso delle armi da fuoco, Coulson è solito adoperare come mezzo di trasporto una Chevy Corvette rosso fiammante dotata di dispositivo di volo chiamata "Levitating Over Land Automobile", o più semplicemente "Lola".

## Altri media

### Fumetti

#### Avengers - I più potenti eroi della Terra
Nella continuazione a fumetti della serie animata Avengers - I più potenti eroi della Terra, le vicende vengono narrate dal punto di vista di Phil Coulson, nonostante egli non fosse presente nella versione animata dello show.

#### Ultimate
Nell'universo Ultimate, Phil Coulson è un agente S.H.I.E.L.D. dotato di un quoziente intellettivo di 143 parte del gruppo che, in seguito all'invasione di Galactus, viene incaricato di recuperare la coscienza di Danny Ketch mettendola in un corpo robotico. Dopo il definitivo smantellamento dello S.H.I.E.L.D., si unisce alla Fondazione Futuro in qualità di direttore.

### Animazione
- Coulson ha un cameo in un episodio della seconda stagione di Iron Man: Armored Adventures.
- Il personaggio compare nella serie animata Ultimate Spider-Man, doppiato in lingua originale dallo stesso Clark Gregg e in italiano da Marco Mete. In tale versione, oltre che un agente dello S.H.I.E.L.D., è anche il preside della scuola di Peter Parker.[39][40]
- Phil Coulson compare nell'anime Disk Wars: Avengers.

### Videogiochi
- Phil Coulson è un personaggio giocabile nel videogame Marvel Super Hero Squad Online.
- Nel MMORPG Marvel Heroes, Coulson compare come personaggio di supporto non giocabile.
- Coulson è un personaggio non giocabile in Marvel: Avengers Alliance e in Marvel: Avengers Alliance Tactics.
- Il personaggio compare in LEGO Marvel Super Heroes e LEGO Marvel's Avengers, sempre doppiato da Clark Gregg.
- In Marvel Future Fight, Coulson è un personaggio giocabile.